# Deception (album de Blackalicious)
 (mars 2023).
Si vous disposez d'ouvrages ou d'articles de référence ou si vous connaissez des sites web de qualité traitant du thème abordé ici, merci de compléter l'article en donnant les références utiles à sa vérifiabilité et en les liant à la section « Notes et références ».
Pour les articles homonymes, voir Déception (homonymie).
Albums de Blackalicious
Nia
(1999) Blazing Arrow
(2002)
Deception est un EP de Blackalicious, sorti le 25 janvier 2000.

## Liste des titres
| No | Titre                                                     | Durée |
| -- | --------------------------------------------------------- | ----- |
| 1. | Deception, Pt 1: Don't Let Money Change Ya                | 4:35  |
| 2. | Deception, Pt 2: Turmoil                                  | 4:10  |
| 3. | Deception, Pt 3: Redemption                               | 4:05  |
| 4. | Deception, Pt 1: Don't Let Money Change Ya (Instrumental) | 4:35  |
| 5. | Deception, Pt 2: Turmoil (Instrumental)                   | 4:10  |
| 6. | Deception, Pt 3: Redemption (Instrumental)                | 4:05  |